# Begraafplaats van Arras
De begraafplaats van Arras is een gemeentelijke begraafplaats gelegen in de Franse stad Arras (Pas-de-Calais). De begraafplaats ligt aan de Rue de la République op 1 km ten oosten van de Grand-Place (Grote Markt). Ze heeft een oppervlakte van ruim 9 ha en wordt omgeven door een hoge betonnen muur. De naar binnen gebogen toegang bestaat uit twee gesculpteerde zuilen geflankeerd door traliewerk en afgesloten door een dubbel metalen hek. Er lopen acht evenwijdige paden die elkaar kruisen en het terrein in 24 vakken verdelen zoals bij een dambordpatroon. In het midden staat een hoog calvarie-kruis.

## Militaire graven

### Franse oorlogsgraven

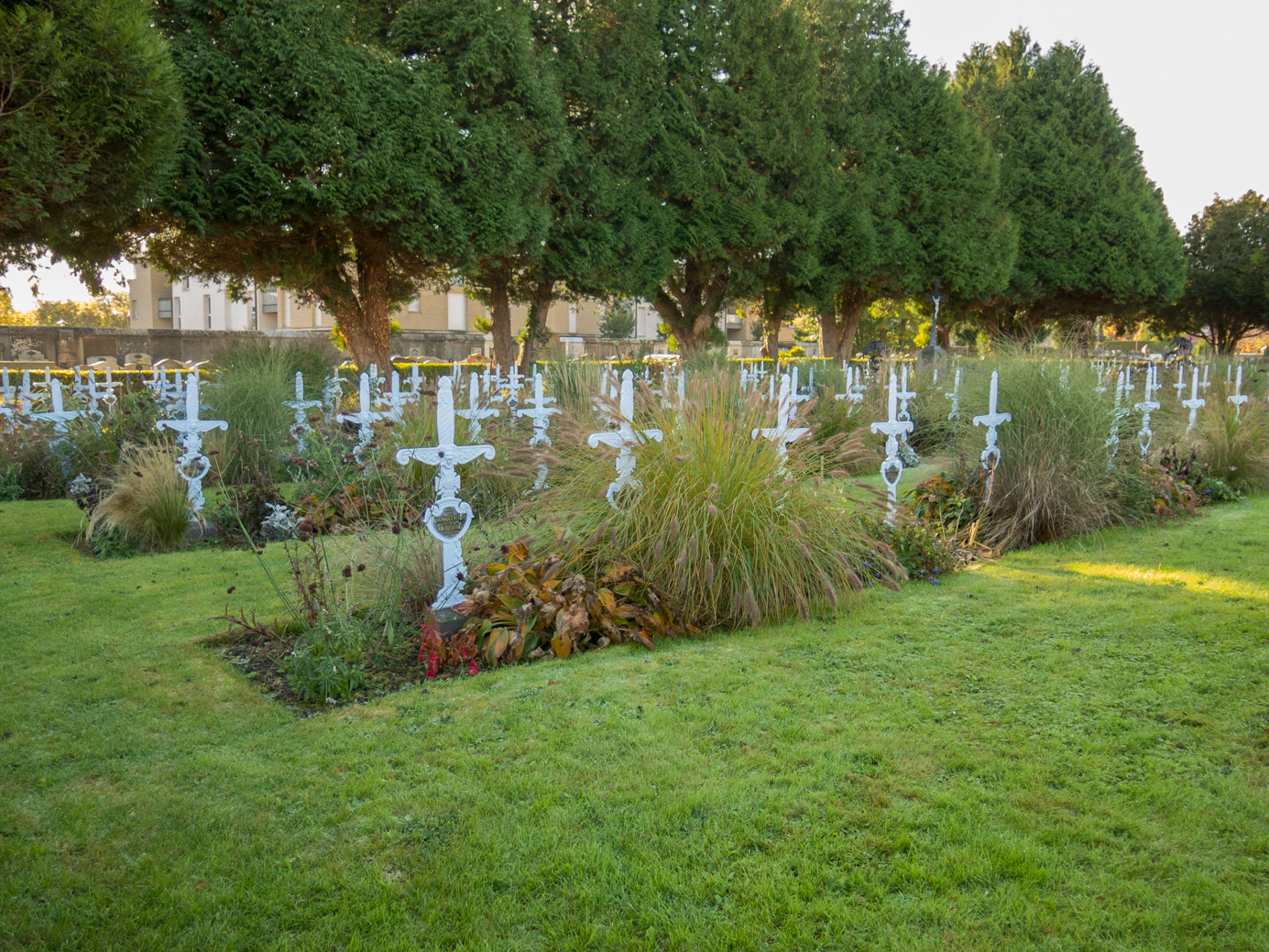
Frans oorlogsgraven

Dicht bij de zuidelijke afscheidingsmuur ligt een perk met ruim 300 Franse gesneuvelde militairen uit de Eerste Wereldoorlog. De graven worden aangeduid door een metalen kruis in de vorm van een omgekeerd zwaard. 

### Britse oorlogsgraven
Aan de zuidelijke muur van de begraafplaats liggen verdeeld over enkele perken 27 Britse gesneuvelde militairen uit de Tweede Wereldoorlog. Drie ervan konden niet meer geïdentificeerd worden. Een gesneuvelde waarvan men het graf niet meer kon lokaliseren wordt met een special memorial herdacht. Onder de geïdentificeerde slachtoffers zijn er 22 Britten, 1 Canadees en 1 Australiër. Achttien van hen sneuvelden bij de gevechten tegen het oprukkende Duitse leger en de aftocht van het Britse Expeditieleger naar Duinkerke. De anderen waren vier van de zeven bemanningsleden van een Avro Lancaster bommenwerper die op 16 juni 1944 crashte boven Arras. 
- Michael Fitzwilliam Peacock, piloot bij de Royal Air Force werd onderscheiden met het Distinguished Flying Cross (DFC). Op 20 mei 1940 crashte hij met zijn Hawker Hurricane.

De graven worden onderhouden door de Commonwealth War Graves Commission en zijn daar geregistreerd onder Arras Communal Cemetery.